# Трбух
Трбух, стомак или абдомен, део је тела између плућа и карлице. У трбуху се налазе многи органи: цревни тракт, (желудац, танко црево, дебело црево и слепо црево), јетра, жучна кеса, панкреас, систем за излучивање (бубрези и мокраћовод), аорта, доња шупља вена и слезина.

## Анатомија
Трбух је анатомски простор који је омеђена доњом ивицом ребара и дијафрагмом са горње стране, карличним костима (стидним пределом) са доње, и боковима са леве и десне стране. Трбух или абдомен је највећи део људског тела, чији средишњи део чини трбушна дупља, са трбушним органима. Са спољне стране трбушна шупљина затворена је трбушним зидом који чини; кожа, поткожно масно ткиво, мишићи, крвни судови и фасције. Главни трбушни мишићи су: попречни трбушни мишић, равни трбушни мишић, спољњи коси трбушни мишић, унутрашњи коси трбушни мишић и четвороугаони слабински мишић.
Органи, важни крвни и лимфни судови и живци трбушне дупље
| - Доњи део једњака - Портални венски систем - Желудац - Јетра - Жучна кеса - Леви и десни бубрег - Лева и десна надбубрежна жлезда - Десни и леви уретер - Дебело црево - Илеоцекална валвула - Слепо цево - Леви и десни јајник - Леви и десни јајовод | - Материца - Мокраћна бешика - Простата - Уретра - Трбушна аорта - Целијачна артерија - Слезина - Гуштерача (панкреас) - Горња и доња мезентерична артерија - Аутономни нервни систем - Танко црево (дванаестопалачно црево, јејунеум и илеум) - Слабински плексус задњег трбушног зида - Лимфне жлезде и лимфни судови |

### Анатомско-клиничка подела трбуха
Анатомско-клиничка је, из практичних разлога, дефинисано девет регија трбушне дупље. Помоћ њих се лакше описује размештај трбушних органа, бол и патолошке промене. Тих девет регија је међусобно одвојено четирима равнинама: двема сагиталним (вертикалним) и двема трансверзалним (хоризонталним):
- Сагиталне (вертикалне) равни: су две лева и десна медиоклавикуларна, које пролазе средином кључне кости (отприлике 9 cm од централне линије) и средином линије која повезује предњу горњу илијачну спину и симфизу пубичне кости на обема странама трбуха. Каткад те равни пролазе иполумесечастим браздама које чине латералне границе равног трбушног мишића.
- Трансверзалне (хоризонталне) равни: су две горња субкостална раван (која пролази доњом границом десете ребрене хрскавице на обема странама) и доња, транстуберкуларна раван (која пролази кроз илијачни туберкулум и кроз тело Л5 слабинског пршљена). Обе равни означавају палпаторно (опипљиве) структуре трбуха.

Неки клиничари користе у пракси и транспилоричну и интерспиналну раван за описивање наведених девет регија:
- Транспилорична раван (одређена је средином линије која спаја врх дршка, стерналног манубријума, и пубичне симфизе) пресеца пилорус (дистални, тубуларни део желуца) кад је пацијент сагнут. Због висцералне вреће, под утицајем гравитације, пилорус је обично смештен ниже кад је пацијент у усправном положају. Транспилорична раван је корисна за позиционирање јер пресеца многе важне структуре: фундус жучне кесе, врат панкреаса, полазиште горње мезентеричне артерије, порталне вене јетре, полазиште трансверзалног део дебелог црева, флексуру дуоденојејуналис те хилус бубрега.
- Интерспинална раван која пролази кроз лако опипљиву предњу горњу спину илијаку на обема странама.

Анатомска подела трбуха по регијама
| Десно                                               | Средина                                   | Лево                                              |
| --------------------------------------------------- | ----------------------------------------- | ------------------------------------------------- |
| 4. Десни хипохондријум (испод десног ребарног лука) | 1. Епигастријум (чашица)                  | 7. Леви хипохондријум (испод левог ребарног лука) |
| 5. Десни лумбални (слабински)                       | 2. Умбиликални (пупчани)                  | 8. Леви лумбални (слабински)                      |
| 6. Десни ингвинални (препонски)                     | 3. Хипогастријум (стидни или доњотрбушни) | 9. Леви ингвинални (препонски)                    |

Због лакше клиничке оријентације, у свакодневној пракси, клиничари често користе и две равни којима дефинишу четири квадранта трбушне дупље:
- Прва је трансверзална (хоризонтална) трансумбикална (транспупчана) раван која пролази кроз пупак (умбиликус) и интервертебралне (међупршљенске) која пролази између Л3 и Л4 слабинског дискуса, и раздваја шупљину трбуха на горњу и доњу половину.
- Друга је вертикална медијална раван (медиосагитална), која пролази лонгитудинално кроз тело, и раздваја га на десну и леву половину.

Анатомска подела трбуха на квадранте
| Десно                | Лево                |
| -------------------- | ------------------- |
| Горњи десни квадрант | Горњи леви квадрант |
| Доњи десни квадрант  | Доњи леви квадрант  |